# Колльєр
Шаблон:StateAbbr_ 26°05′ пн. ш. 81°24′ зх. д. / 26.08° пн. ш. 81.4° зх. д.
Колльєр (англ. Collier County) — округ на південному заході штату Флорида, США. Площа 5970 км².
Населення 321 520 тисячі осіб (2010 рік).
Округ виділений 1923 року з округу Лі (Флорида).
В окрузі розташовані міста Нейплз, Марко-Айленд. Округ входить до агломерації Нейплз.

## Географія
За даними Бюро перепису населення США, загальна площа округу становить 2 350 квадратних миль (5 970 км²), з них 1 998 квадратних миль (5 170 км²) — суша, а 307 квадратних миль (800 км²) (13,3 %) — вода.

## Суміжні округи
- Гендрі — північ
- Бровард — схід
- Маямі-Дейд — південний схід
- Монро — південь
- Лі — північний захід